# Frameshift-mutation
En frameshift-mutation er en genetisk mutation, forårsaget af en insertion eller deletion af et antal nukleotider, der ikke er delelig med tre. Som DNA læses i tripletter (se codon) kan en ændring i grupperingen af disse codoner resultere i en fuldstændig anderledes translation af sekvensen.